# Altixar

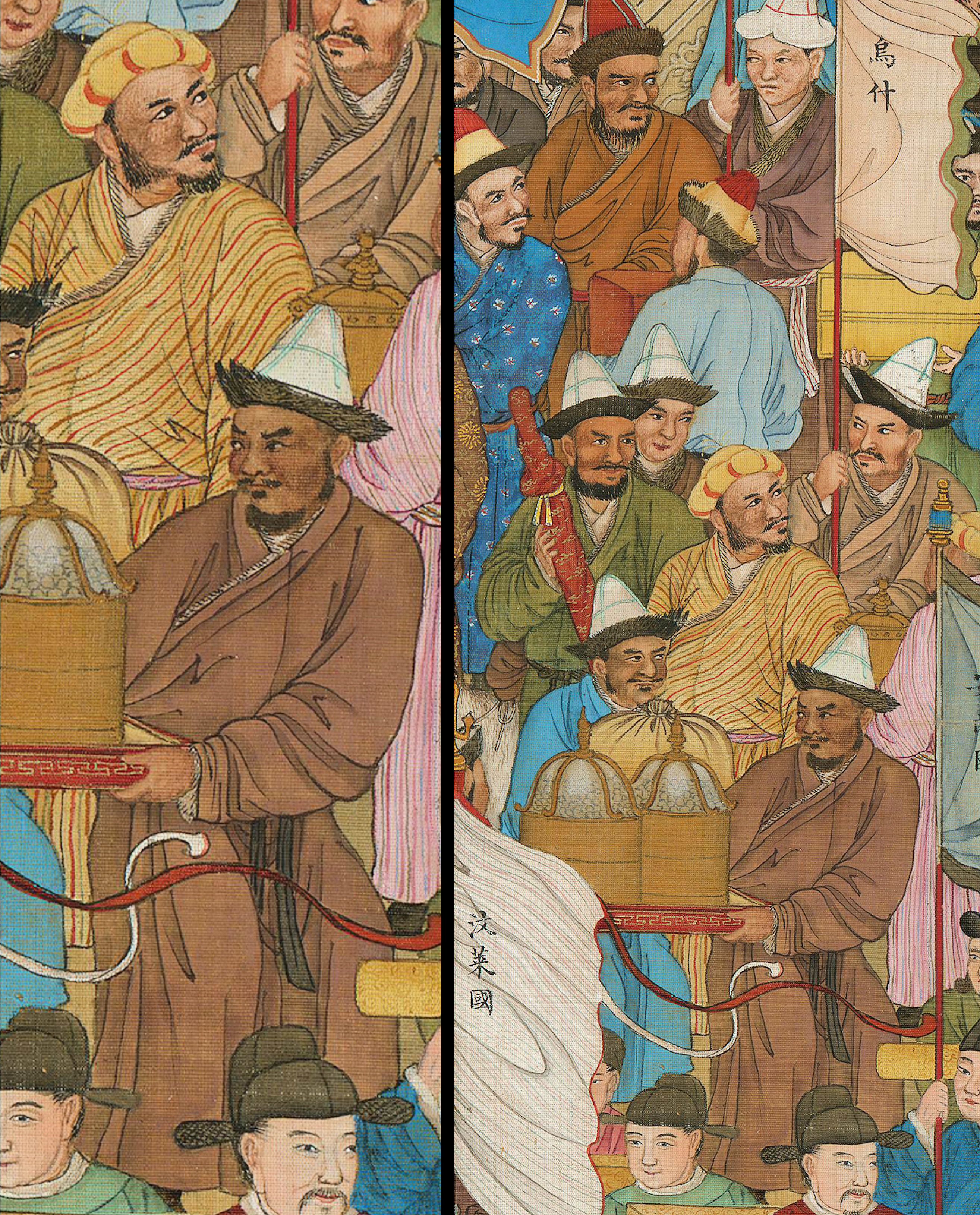
Delegados de Uqturpan em Pequim em 1761. Da pintura Dez Mil Nações Vindas para Prestar Tributo.

Altixar (em uigur tradicional: آلتی شهر, em uigur moderno: ئالتە شەھەر, em uigur cirílico: Алтә-шәһәр; romanizado: Altä-şähär ou Alti-şähär),  também conhecido como Casgária,   é um nome histórico para a região da Bacia do Tarim usado nos séculos XVIII e XIX. O termo significa "Seis Cidades" nas línguas turcas, referindo-se a cidades oásis ao longo da margem do Tarim, incluindo Casgar, no que hoje é a Região Autônoma Uigur de Sinquião, no sul da China.      

## Etimologia
O nome Altixar é derivado da palavra turca alti ('seis') e da palavra persa shahr ('cidade').  O termo foi usado pelos habitantes de língua turca da Bacia do Tarim nos séculos XVIII e XIX,   e adotado por algumas fontes ocidentais no século XIX. 
Outras palavras locais para a região incluíam Dorben Shahr ('Quatro Cidades') e Yeti Shahr ('Sete Cidades').   Outro termo ocidental para a mesma região é Casgária.  Fontes Qing referem-se à região principalmente como Nanlu, ou 'Circuito Sul'.  Outros termos Qing para a região incluem Huijiang (回疆, a 'Fronteira Muçulmana'), Huibu (回部, a 'Região Muçulmana'), Bacheng (as 'Oito Cidades'),  ou Nanjiang ('Fronteira Sul' ). 

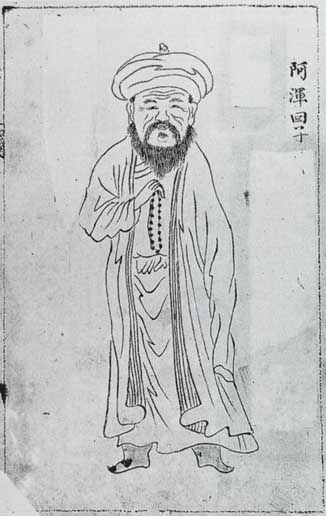
Pintura representando um muçulmano turco de Altixar, durante o reinado da dinastia Qing.

### Onomatologia
No século XVIII, antes da conquista Qing de Xinjiang em 1759, as cidades oásis ao redor do Tarim não tinham uma única estrutura política que as governasse, e Altixar referia-se à região em geral e não a quaisquer cidades em particular.  Os visitantes estrangeiros da região tentariam identificar as cidades, oferecendo diversas listas. 
De acordo com Albert von Le Coq, as 'Seis Cidades' (Altixar) referiam-se a (1) Casgar; (2) Maralbexi (Maralbashi, Bachu); (3) Aksu (Aqsu), alternativamente Kargilik (Yecheng); (4) Yengisar (Yengi Hisar); (5) Yarkant (Yarkand, Shache); e (6) Khotan.  W. Barthold mais tarde substituiu Yengisar por Kucha (Kuqa).  De acordo com Aurel Stein, no início do século 20, os administradores Qing usaram o termo para descrever as cidades oásis ao redor de Khotan, incluindo a própria Khotan, junto com (2) Yurungqash, (3) Karakax (Qaraqash, Moyu), (4) Qira (Chira, Cele), (5) Keriya (Yutian) e um sexto lugar indocumentado. 
O termo 'Sete Cidades' pode ter sido usado depois que Yaqub Beg capturou Turpan (Turfan) e se referiu a (1) Casgar; (2) Yarkant; (3) Khotan; (4) Uqturpan (Uch Turfan); (5) Aksu; (6) Kuchá; e (7) Turfã. 
O termo 'Oito Cidades' (em uigur cirílico: Шәкиз Шәһәр, Şäkiz Şähār) pode ter sido uma tradução turca do termo chinês Qing Nanlu Bajiang (literalmente 'Oito Cidades do Circuito Sul'), referindo-se a (1) Casgar, (2) Yengisar (3) Iarcanda e (4) Khotan em o oeste e (5) Uqturpan, (6) Aksu, (7) Caraxar (Caraxar, Yanqi) e (8) Turpã no leste. 

## Geografia e relação com Sinquião

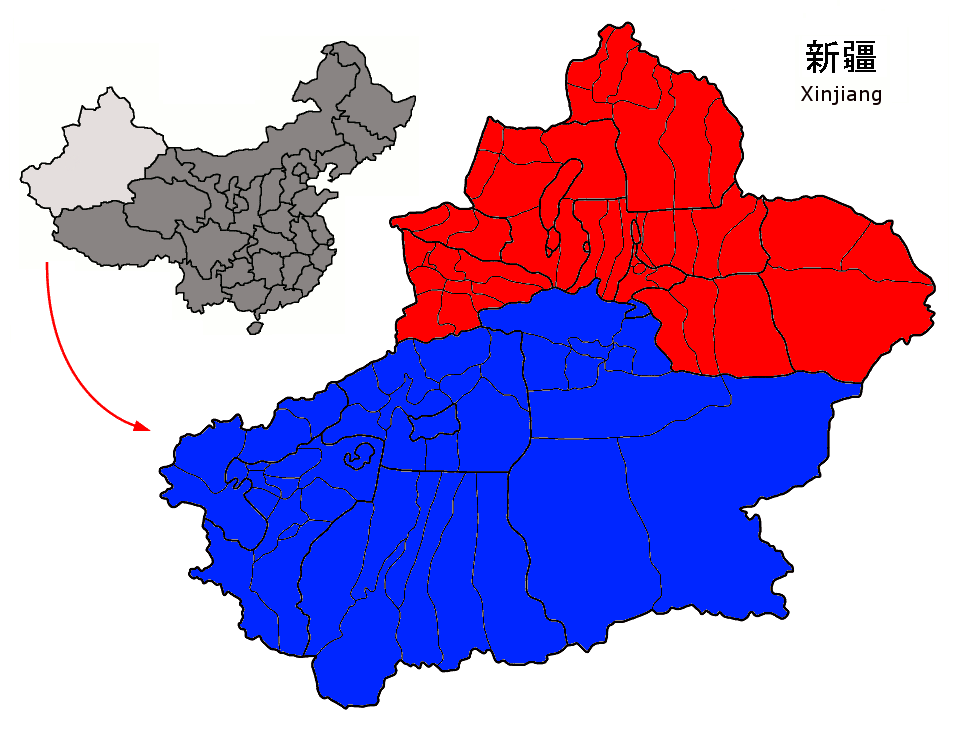
Zungária (Vermelho) e Bacia do Tarim (Azul)

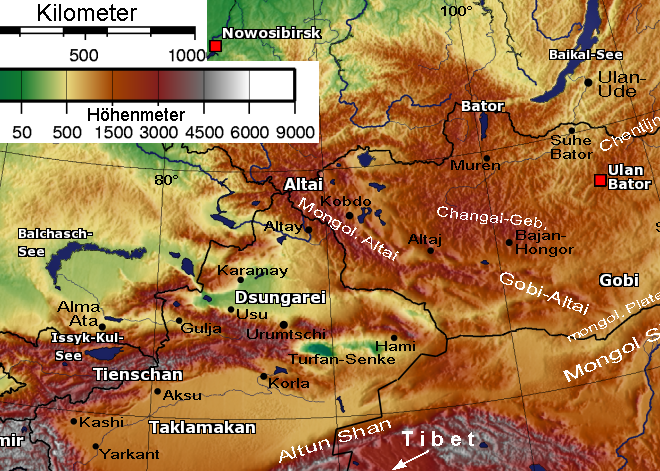
Mapa físico mostrando a separação da Zungária e da Bacia do Tarim (Taclamacã) pelas Tian Shan

Altixar refere-se à Bacia do Tarim do sul de Xinjiang, que era histórica, geográfica e etnicamente distinta da Bacia da Jungária da Zungária. Na época da conquista Qing em 1759, a Zungária era habitada por Oirates, mongóis nômades que viviam nas estepes e praticavam o budismo tibetano. Em contraste, a Bacia do Tarim era habitada por agricultores muçulmanos sedentários, que viviam em oásis e de língua turca, agora conhecidos como uigures. As duas regiões foram governadas como circuitos separados antes de a região se tornar independente. Sinquião foi transformada em uma única província em 1884. 

## História
Até o século VIII d.C., grande parte da Bacia do Tarim era habitada por Tocarianos que falavam uma língua indo-europeia e construíram cidades-estado nos oásis ao longo da borda do deserto de Taclamacã. O colapso do Grão-Canato Uigur na Mongólia moderna e a colonização da diáspora Uigur no Tarim levaram à prevalência das línguas turcas. Durante o reinado dos Caracânidas grande parte da região converteu-se ao Islã. Dos séculos XIII ao XVI, o Tarim ocidental fez parte dos maiores impérios muçulmanos turco-mongóis Chagatai, Timúrida e Chagatai Oriental. 
No século XVII, o Canato de Iarcanda local governou Altixar até sua conquista pelos Zungares budistas da Bacia do Jungar ao norte. Na década de 1750, a região foi adquirida pela dinastia Qing na sua conquista do Canato da Zungária. Os Qing inicialmente administraram a Zungária e Altixar separadamente como os Circuitos Norte e Sul de Tian Shan, respectivamente,     embora ambos estivessem sob o controle do General de Ili. O Circuito Sul (Tianshan Nanlu) também era conhecido como Huibu (回部, 'Região Muçulmana'), Huijiang (回疆, 'Fronteira Muçulmana'), Turquestão Chinês, Casgária, Pequena Bucária e Turquestão Oriental. Depois de reprimir a Revolta Dungan no final do século XIX, os Qing combinaram os dois circuitos na recém-criada província de Sinquião em 1884. Desde então, Sinquião tem sido usado pela República da China e pela República Popular da China e o sul de Sinquião substituiu Altishahr como nome de lugar para a região. 